# Kayah (bang)
19°15′B 97°20′Đ / 19,25°B 97,333°Đ
Tôn giáo ở Kayah (2015)

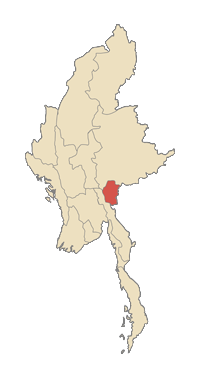
Vị trí bang Kayah

Kayah là một bang nằm ở phía đông nam Myanmar, rộng 11.670 km², có thủ phủ là Loikaw. Bang này có 259.000 dân, trong đó hầu hết là người Karen (thuộc nhóm ngôn ngữ Tạng-Miến). Phía bắc giáp bang Shan, phía nam và phía tây giáp bang Kayin, phía đông giáp biên giới với tỉnh Mae Hong Son của Thái Lan. Từ giữa những năm 1950, người Karen đã tiến hành đấu tranh gồm cả đấu tranh vũ trang đòi ly khai nhưng đều không thành công trước các biện pháp của chính quyền Myanmar.
Thành phố Loikaw là thủ phủ của bang.